# Joni Huntleyová
Johanna Luann "Joni" Huntley (* 4. srpna 1956 McMinnville, Oregon) je bývalá americká atletka, jejíž specializací byl skok do výšky.

## Kariéra
V roce 1975 získala zlatou medaili na Panamerických hrách v Ciudad de México, kde ji k titulu stačilo překonání výšky 189 cm. Stejnou výšku napodruhé zdolala také ve finále na letních olympijských hrách v Montrealu o rok později, což stačilo na konečné 5. místo. Těsně pod stupni vítězů, na 4. místě zde mj. skončila československá výškařka Mária Mračnová.
V roce 1980 se rozhodl kvůli invazi Sovětského svazu do Afghánistánu americký prezident Jimmy Carter bojkotovat letní olympijské hry v Moskvě a Huntleyová se tak olympiády nemohla i přes splněný limit zúčastnit.
V roce 1983 vybojovala bronzovou medaili na Panamerických hrách ve venezuelském Caracasu (182 cm). V roce 1984 podruhé v kariéře reprezentovala na letních olympijských hrách, které se konaly v Los Angeles. Ve finále si vytvořila výkonem 197 cm nový osobní rekord, čímž získala bronzovou medaili. Stříbro brala Italka Sara Simeoniová (200 cm) a zlato Ulrike Meyfarthová ze Západního Německa (202 cm).

### Osobní rekordy
- hala – 195 cm – 6. února 1981, New York
- venku – 197 cm – 10. srpna 1984, Los Angeles